# I Fuggiaschi (gruppo musicale)
I Fuggiaschi furono un gruppo musicale rock and roll e beat italiano nato nel 1962 a Mantova con il nome I Delfini, poi diventato I Fuggiaschi come complesso di Don Backy e gravitante nel circuito del Clan Celentano.

## Formazione
- Aldo Pavesi - basso (fino a febbraio 1965)
- Mario Pavesi - chitarra
- Rinaldo Schilingi - batteria
- Claudio Paterlini - organo elettrico
- Paolo Zancanaro  (fino al 1964)
- Carlo Alberto Paterlini - chitarra, dal 1965
- Maurizio Bellini - basso, dal 1965

## Discografia

### Singoli ed EP
- 1964 - Nulla di me / Droga
- 1965 - Proprio lei / Tipperary
- 1965 - L'amore / Una ragazza facile - Come Don Backy e i Fuggiaschi
- 1966 - Alleluja / Mah... Se
- 1967 - Gira gira - Saludos amigos
- 1967 - Niente di niente / Cos'è l'amore
- 1966 - come Black Sheep: Ave Maria / Carmen

### Split
- 1964 - Ciao ragazzi / Voglio dormire come Don Backy con I Fuggiaschi - condiviso con Adriano Celentano con I Ribelli
- 1965 - Serenata / Ma... Se Condiviso con Don Backy
- 1966 - Bang Bang / Come Adriano come Don Backy con I Fuggiaschi - condiviso con Milena Cantù

### Compilazioni
- 1994 - Come I Ragazzi Di Via Paal - Con il brano Droga
- 1996 - Quei Ragazzi Della Via Gluck - Con il brano Droga
- 1997 - Spaghetti Bitt! Volume 1 - Con il brano Droga
- 2001 - Magic Bitpop Vol. 18 - Con il brano Cerca di capire (I Should Have Known Better)
- 2007 - Tempi Beat Vol.2 Jolly Beat - Con il brano Gira gira
- 2011 - Jolly Story Vol. 2 - Con il brano Gira gira (Reach Out I'll Be There)
- 2014 - Tempi Beat 1-5 - Con il brano Gira gira
- 2018 - Cornflake Zoo Episode 14 - Con il brano He Deserves More Than We Do

### Come Backing band
- 1964 - Don Backy – Io che giro il mondo
- 1964 - Don Backy – Come Adriano